# Flunkyball (2023)
Flunkyball ist ein deutscher Jugendfilm aus dem Jahr 2023 unter der Regie von Alexander Adolph. Premiere war im Juni 2023 auf dem Filmfest München. Die Erstausstrahlung im ersten Programm der ARD war am 20. September.

## Handlung
Anders als seine ältere Schwester Milli ist der siebzehnjährige Franz still und zurückhaltend. Beide wachsen behütet in einer Familie der gehobenen Mittelschicht auf. Als er seine Großmutter ins Krankenhaus begleitet, trifft er die selbstsichere und schöne Zoe. Sie spricht ihn an und bittet ihn, für sie eine Tasche zu holen, die sie im Garten des Hauses ihres Vaters in einer Vorstadt deponiert habe.
Er übergibt ihr die Tasche am Abend in der Innenstadt. Sie kommen ins Gespräch und erzählen einander von ihrer jeweiligen aktuellen Lebenssituation. Zoe wird kurz aggressiv, als er sie fragt, warum sie im Krankenhaus war. Sie beschließt, ihm im Umgang mit den Ärzten seiner Oma zu helfen, und schlägt vor, in ihrer Wohnung nachzuschauen, welche Medikamente sie einnimmt, um die Ärzte damit zu konfrontieren. Während Franz im Bad die Medizin einsammelt, schaut Zoe in jeden Schrank. Franz sieht, wie sie mit einer Perlenkette der Oma spielt und fragt sie, was sie da tue. Sie antwortet, dass der Schmuck an seinem Platz sei, sei ein Zeichen dafür, dass seine Oma nicht dement sei.
Weil Zoe nun die S-Bahn in die Vorstadt verpasst hat, quartiert Franz sie im Gästezimmer seiner Familie ein. Doch sie schleicht nachts hoch in sein Zimmer, weil sie nicht allein sein will. Die Eltern lauschen in ihrem Schlafzimmer auf die Geräusche und machen sich erfreut falsche Vorstellungen davon, was die beiden wohl treiben.
Am nächsten Morgen trifft Zoe alle Mitglieder der Familie, schlägt aber das Frühstück aus mit der Begründung, sie müsse in die Schule. Doch sobald Franz und die Eltern ebenfalls das Haus verlassen haben, geht sie wieder zurück und freundet sich mit Milli an, die ihr vorher ablehnend gegenüberstand. Als Franz am Nachmittag aus der Schule kommt, ist sie immer noch da; sie hat mit Milli ein Fünf-Gänge-Menü für die ganze Familie gekocht. Das Ganze artet in eine kleine Feier aus. Zoe macht allen treffende Komplimente und findet für jedes Familienmitglied die passenden Worte. Anschließend gehen Zoe, Milli und Franz in einen Club. Zoe besorgt im Auftrag von Milli Drogen und sie feiern die ganze Nacht. Später ziehen Franz und Zoe alleine durch die Stadt. Sie stehen unter Drogen und Franz pöbelt Passanten an; er hält sie alle für „Arschlöcher“. Als sie von Spielschulden ihres Bruders erzählt, hebt er so viel Geld ab, wie der Automat zulässt, und gibt es ihr. Am nächsten Morgen wacht er allein im Sandkasten eines Parks auf. Mit Zoe sind auch sein Telefon und seine Jacke verschwunden.
Er fährt zu der Adresse, an der er Zoes Tasche geholt hatte. Es stellt sich heraus, dass die dort wohnende Zoe eine andere Person ist und von der Frau bestohlen wurde, die Franz sucht. Nun besteht sein Vater darauf, zur Polizei zu gehen. Dort erkennt er ihr Foto im Polizeicomputer, in dem sie aufgrund von Suchtmittelvergehen registriert ist. Wegen Selbstgefährdung war sie in das Krankenhaus eingewiesen worden, und sie stammt in Wahrheit aus einer anderen Stadt. Doch Franz ist nicht böse auf sie, sondern er macht sich Sorgen und sucht mit dem Polizeifoto die ganze Stadt nach ihr ab. Schließlich findet er sie in einer U-Bahn-Station. Sie lagert zusammen mit Obdachlosen im Gang. Er bietet ihr Unterschlupf bei seiner Familie an, doch sie schickt ihn weg: Sie brauche ihn nicht, er nutze ihr nicht mehr.

## Produktion und Veröffentlichung
Der Film wurde produziert von der Hager Moss Film GmbH für den Bayerischen Rundfunk.
Gedreht wurde vom 19. Oktober bis 3. Dezember 2022 in München.
Premiere war am 28. Juni 2023 auf dem Filmfest München in der Reihe Neues Deutsches Fernsehen. Das Erste sendete den Film erstmals am 20. September 2023, zuvor war er bereits in der ARD-Mediathek abrufbar.

## Rezeption
Der Filmkritiker Rainer Tittelbach schreibt, der Film habe eine „atemberaubende Energie“. Regisseur und Drehbuchautor Alexander Adolph denke den gesellschaftlichen Blick mit, der beiläufig, aber entscheidend sei für die besondere Qualität des Films. „Meisterlich“ sei die Art, wie Adolph die Nacht von Zoe und Franz aus der Schlafzimmerperspektive der Eltern erzähle und so deren „Wunschprojektion“ sichtbar mache. Es sei „ein wilder, feinfühliger, energetischer Film“.

Der Filmdienst nennt Flunkyball einen vielschichtigen und formal ambitionierten Jugendfilm, „der Figuren und Umfeld mit großer Sorgfalt“ ausdifferenziere.

## Verweise
- Flunkyball  bei crew united
- Flunkyball bei IMDb